# Francesco Monterisi
Francesco Marco Nicola Monterisi (nació el 28 de mayo de 1934) es un cardenal italiano de la Iglesia católica.

## Primeros años y ordenación
Después de sus estudios primarios y secundarios en Barletta, entró en el Seminario Pontificio Menor, Roma, y luego, en el Seminario Mayor Pontificio. De 1951 a 1958, estudió en la Pontificia Universidad Lateranense, en Roma, donde obtuvo un doctorado en teología, después de terminar sus estudios, regresó a casa. Fue llamado a Roma en 1961 para estudiar diplomacia en la Pontificia Academia Eclesiástica, al mismo tiempo, estudió derecho canónico en la Pontificia Universidad Lateranense, donde obtuvo un doctorado en Derecho Canónico en 1964. Además de su italiano natal, habla inglés, francés, alemán y español. Monterisi fue ordenado sacerdote el 16 de marzo de 1957.

## Nuncio apostólico
El 24 de diciembre de 1982, fue nombrado Pro-Nuncio en Corea y Arzobispo titular de Alba Marítima. Monterisi recibió su consagración episcopal el 6 de enero de 1983 del Papa Juan Pablo II, junto a los arzobispos Eduardo Martínez Somalo y Duraisamy Simon Lourdusamy sirviendo como co-consagrantes.
El papa Juan Pablo lo nombró Nuncio en Bosnia y Herzegovina el 11 de junio de 1993, y el secretario de la Congregación para los Obispos, el 7 de marzo de 1998. Mientras servía en la Congregación para los Obispos fue secretario simultáneamente del Colegio de Cardenales.

## Curia Romana
En virtud de su cargo como secretario del Colegio de Cardenales, también se desempeñó como secretario del cónclave papal 2005 que seleccionó al papa Benedicto XVI. Desde 1998 hasta su nombramiento como arcipreste se desempeñó como Secretario de la Congregación para los Obispos de la Curia romana.
El 3 de julio de 2009, el papa Benedicto XVI nombró al arzobispo Monterisi, justo después de su cumpleaños número 75, en el cargo de arcipreste de la Basílica de San Pablo Extramuros, colocándolo en la línea de elevación al Sacro Colegio de Cardenales como es costumbre de los secretarios de la Congregación para los Obispos.
El 20 de noviembre de 2010, fue creado cardenal diácono de San Paolo alla Regola. El 29 de diciembre de 2010 fue nombrado miembro de la Congregación para las Iglesias Orientales y de la Congregación para las Causas de los Santos. El 24 de octubre de 2012 el cardenal Monterisi fue nombrado miembro de la Congregación para los Obispos. El mismo día, un nuevo consistorio se anunció con su sucesor designado como arcipreste, el arzobispo James Michael Harvey, entre los nuevos cardenales designado.
El 3 de mayo de 2021, durante un Consistorio presidido por el papa Francisco, es promovido a la Orden de los Presbíteros manteniendo la Diaconía elevada pro hac vice a título cardenalicio. 